# لي جي-نام
لي جي-نام (هانغل: 이지남) هو لاعب كرة قدم كوري جنوبي في مركز الدفاع، ولد في 21 نوفمبر 1984 في جونجو في كوريا الجنوبية. شارك مع منتخب كوريا الجنوبية لكرة القدم. أما مع النوادي، فقد لعب مع نادي سول ونادي هينان جيانيي.

## وصلات خارجية
- لي جي-نام على موقع دوري كوريا الجنوبية (الإنجليزية)
- لي جي-نام على موقع قاعدة بيانات كرة القدم.إي يو (الإنجليزية)
- لي جي-نام على موقع Soccerway.com (الإنجليزية)